# Millet (Santa Lucía)
Millet es una localidad de Santa Lucía, que forma parte del distrito de Anse La Raye.